# 안드레 헤니케
안드레 헤니케(독일어: André Hennicke, 1958년 9월 21일~)는 독일의 배우, 영화 프로듀서이다.

## 출연 작품
- 《나를 상기시키는 것(Something to remind me)》 (2001)
- 《다운폴(Downfall)》 (2004)
- 《항체(Antikörper)》 (2005)
- 《소피 숄의 마지막 날들(Sophie Scholl-the final days)》 (2005)
- 《유스 위드아웃 유스(Youth without Youth)》 (2007)
- 《GSG 9》 (2007 - 2008)
- 《플라잉 바이러스(Factor 8)》 (2009)
- 《팬도럼(Pandorum)》 (2009)
- 《데인저러스 메소드(A Dangerous Method)》 (2011)
- 《월드 위드아웃 엔드(World without End)》 (2012)
- 《더 원더스(The Wonders)》 (2014)
- 《빅토리아(Victoria)》 (2015)
- 《볼트(Volt)》 (2016)
- 《조나단(Jonathan)》 (2016)
- 《S.U.M.1》 (2017)